# Salvatore De Giorgi
Salvatore De Giorgi es un sacerdote italiano, Cardenal de la Iglesia Católica, forma parte de la comisión de Cardenales que investiga el Vatileaks. Nació en Vernole el 6 de septiembre de 1930. Es arzobispo emérito de Palermo.

## Biografía

### Sacerdocio
Salvatore De Giorgi fue consagrado sacerdote el 28 de junio de 1953 por el obispo Francesco Minerva, y como sacerdote fue larga a cargo del pastor y maestro de religión. 

## Episcopado

### Obispo en Oria
Nombrado por el Papa Pablo VI obispo titular de Tulana y obispo auxiliar de Oria, recibiendo la consagración episcopal en la Catedral de Lecce 27 de diciembre de 1973 por el obispo Francesco Minerva.  
El 29 de noviembre de 1975 fue nombrado Obispo Coadjutor de Oria; sucede en el mismo cargo el 17 de marzo de 1978.  

### Arzobispo de Foggia
En 1981 fue promovido arzobispo de Foggia.  

### Arzobispo de Taranto
En 1988 se trasladó a Taranto, donde se mantiene el ministerio episcopal hasta 1990, cuando fue nombrado director general adjunto de la Acción Católica. 

### Arzobispo de Palermo
Se convirtió en arzobispo de Palermo en 1996. 

#### Renuncia
El 19 de diciembre de 2006, se convirtió en arzobispo emérito de Palermo, por razones de edad.

### Cardenalato
Fue nombrado cardenal por el papa Juan Pablo II en el consistorio del 21 de febrero de 1998 con el título de Santa María in Ara Coeli.
En 2005 participó en el cónclave que eligió a Benedicto XVI. 
El 31 de enero de 2007 Conferencia de la CEI le nombró presidente de la Federación Italiana de Ejercicios Espirituales. 
Fue miembro de la Congregación para el Clero, Pontificio Consejo para los Laicos y el Consejo Pontificio para la Familia y de la Congregación para el Culto Divino y la Disciplina de los Sacramentos. 
El 24 de abril de 2012 fue asignado a la comisión designada por el Papa Benedicto XVI para investigar la filtración de documentos confidenciales y cartas del Vaticano conocido como Vatileaks junto con el cardenal Jozef Tomko y Julián Herranz Casado. 
El mismo Papa Benedicto XVI recibió en audiencia a la comisión investigadora el 25 de febrero de 2013 –tres días antes de que se hiciera efectiva su renuncia– donde se interiorizó del contenido de las investigaciones acerca de las filtraciones. Allí Benedicto XVI especificó que el contenido secreto de la investigación solo podía ser develado al nuevo pontífice como indicó la oficina de prensa de la Santa Sede: "Il Santo Padre ha deciso che gli atti dell'indagine, del cui contenuto solo Sua Santità è a conoscenza, rimangono a disposizione únicamente del nuovo Pontefice".
El 25 de mayo de 2013 presidió el rito de la beatificación del padre Giuseppe Puglisi, un sacerdote asesinado por la mafia 15 de septiembre de 1993, beatificado por el Papa Francisco.